# Paul Hurst
Paul Causey Hurst, född 15 oktober 1888 i Traver, Kalifornien, död 27 februari 1953 i Los Angeles, Kalifornien, var en amerikansk skådespelare och filmregissör. Hurst filmdebuterade 1912, under stumfilmseran, och medverkade fram till 1953 i över 300 filmer.
Under 1930- och 1940-talen spelade han framför allt biroller, ofta av mer komiskt slag.

## Filmografi ( i urval)
- 1930 – I skuggan av lagen
- 1935 – Enda beviset
- 1936 – Riffraff
- 1937 – Männen har det inte lätt!
- 1938 – Det spökar på rivieran
- 1939 – Borta med vinden
- 1940 – En västerns riddersman
- 1940 – Lilla lögnerskan
- 1940 – Edison, uppfinnaren
- 1942 – Möte vid Ox-oket
- 1943 – Jack London
- 1944 – En sällsam bekännelse
- 1947 – Ängeln och den laglöse